# Een wonderkind van 50
Een wonderkind van 50 is een nummer van Boudewijn de Groot. Het verscheen in 1994 als (verborgen) bonustrack op het tributealbum Als de rook is verdwenen.... In licht aangepaste vorm werd het eveneens opgenomen op De Groots comeback-album Een nieuwe herfst en uitgebracht als eerste single van dat album.

## Oorsprong
Lennaert Nijgh schreef de tekst in 1970 onder de titel 'Een wonderkind van zestig', gebaseerd op het tragische leven van de dichter Halbo C. Kool. Jasperina de Jong was de eerste die het nummer zong in haar theaterprogramma Jozefien & Jasperien (1977). De muziek was toen van Henk Elkerbout en Peter Nieuwerf.

## Hitnotering
De single haalde de Nederlandse en Belgische hitparades niet. Het nummer stond wel een flink aantal jaren genoteerd in de Radio 2 Top 2000.

| Nummer met noteringen in de NPO Radio 2 Top 2000 | '99  | '00 | '01 | '02 | '03 | '04 | '05 | '06 | '07 | '08 | '09  | '10  | '11  | '12  | '13  |
| ------------------------------------------------ | ---- | --- | --- | --- | --- | --- | --- | --- | --- | --- | ---- | ---- | ---- | ---- | ---- |
| Een wonderkind van 50                            | 1151 | 708 | 864 | 779 | 599 | 692 | 495 | 672 | 859 | 658 | 1389 | 1569 | 1655 | 1624 | 1791 |

1. ↑  Een vetgedrukt getal geeft de hoogste notering aan.
2. ↑  Deze tabel is bijgewerkt tot en met de laatste editie (2024).